# Jacinto City, Texas
Jacinto City là một thành phố thuộc quận Harris, tiểu bang Texas, Hoa Kỳ. Năm 2010, dân số của xã này là 10553 người.